# Liolaemus nigroviridis
Liolaemus nigroviridis är en ödleart som beskrevs av  Müller och HELLMICH 1932. Liolaemus nigroviridis ingår i släktet Liolaemus och familjen Tropiduridae. Inga underarter finns listade i Catalogue of Life.